# Francesco Canali
Francesco Canali (ur. 14 października 1764 w Perugii, zm. 11 kwietnia 1835 w Rzymie) – włoski kardynał.

## Życiorys
Urodził się 14 października 1764 roku w Perugii, jako syn Giuseppego Canaliego i Antonii Dati. Studiował na Uniwersytecie w Perugii, gdzie uzyskał doktorat z filozofii i teologii. 23 grudnia 1786 roku przyjął święcenia diakonatu, a 20 grudnia 1788 – prezbiteratu. Podczas francuskiej okupacji Rzymu, przebywał na wygnaniu. 26 września 1814 roku został biskupem Spoleto. W 1820 roku, początkowo został administratorem diecezji Tivoli), a po kilku miesiącach – pełnoprawnym ordynariuszem. W 1827 roku zrezygnował z zarządzania diecezją, zostając jednocześnie tytularnym arcybiskupem Larisy. 30 września 1831 roku został kreowany kardynałem in pectore. Jego nominacja na kardynała prezbitera została ogłoszona na konsystorzu 23 czerwca 1834 roku i nadano mu kościół tytularny San Clemente. Zmarł 11 kwietnia 1835 roku w Rzymie.